# 寶華大橋
22°58′30″N 121°10′06″E / 22.974871°N 121.168462°E

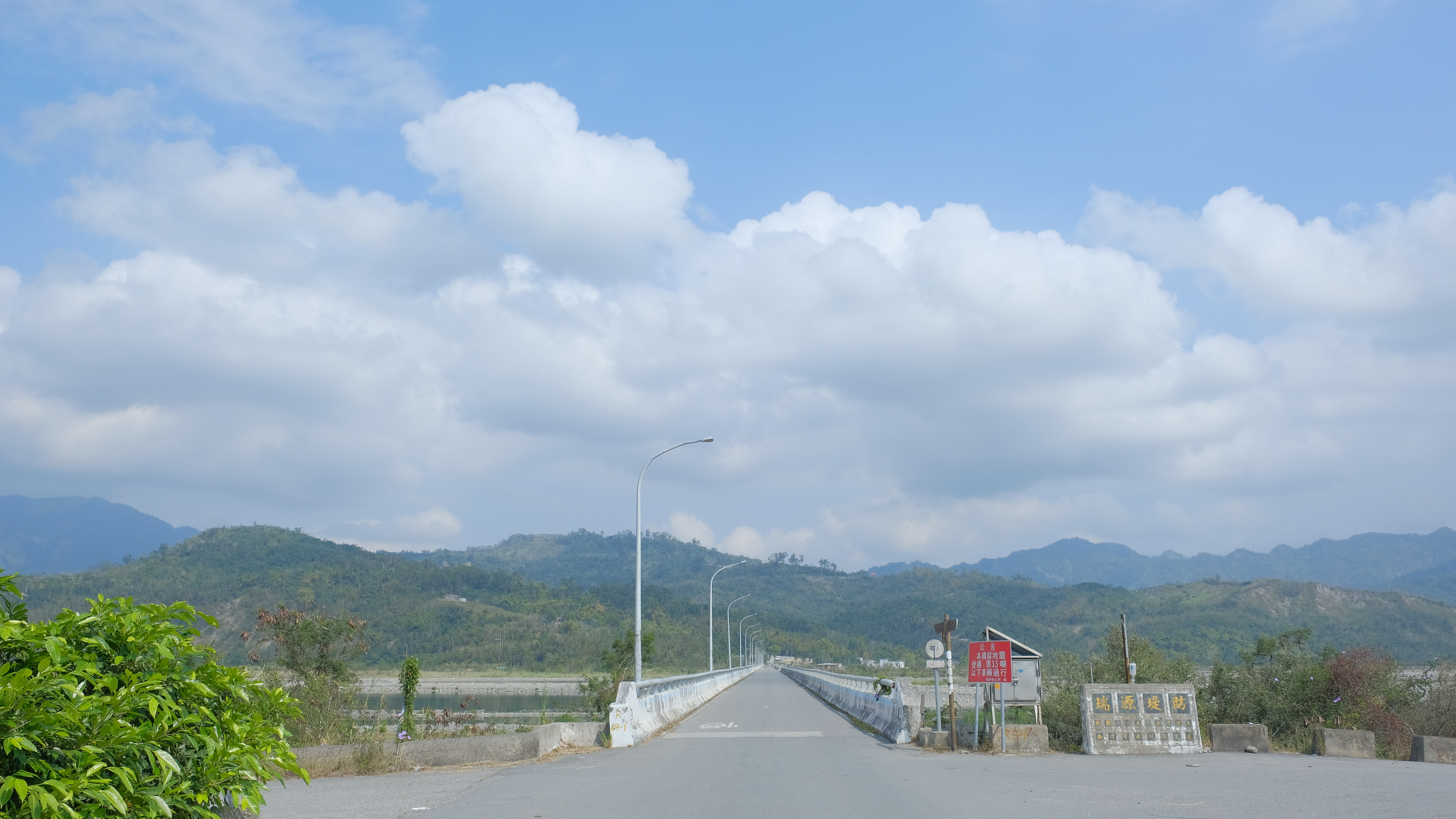
寶華大橋

寶華大橋位於臺灣臺東縣鹿野鄉，橫跨卑南溪，為聯絡鹿野鄉瑞和村寶華、大埔尾兩地的重要橋梁，該橋樑也是臺東縣歷史上第二座竣工啟用的鋼筋混凝土結構橋梁，目前該橋樑於2022年9月17日關山鎮所發生的芮氏規模6.4地震中嚴重受損，已暫時封閉，將拆除重建。

## 沿革
鹿野鄉瑞和村寶華、大埔尾兩地居民在寶華大橋新建前，均直接涉水跨過卑南溪，或是搭設便橋來往兩岸，時任鹿野鄉鄉長徐振武向時任臺灣省政府主席林洋港爭取經費新建預力I型梁鋼筋混凝土結構的橋樑，於1984年8月竣工啟用，成為臺東縣第二座完工啟用的鋼筋混凝土結構橋梁。而寶華大橋啟用後，卻也因為來往交通便利，讓原先在卑南溪左岸的縣立寶華國民小學學生紛紛轉往更繁榮的卑南溪右岸縣立瑞源、瑞豐國民小學就讀，從而使得寶華國小人數驟減，最終遭到裁撤。
2008年9月中度颱風哈格比雖未直接影響臺灣，卻仍未臺灣東南部地區帶來不小雨勢，而早先侵襲臺灣的強烈颱風辛樂克造成當時已建成25年的寶華大橋第四號橋墩伸縮縫從年初檢測的5公分擴大到8公分，為避免斷橋意外，因此於颱風哈格比侵襲期間暫時封閉禁止通行，於颱風過後時任臺東縣縣長鄺麗貞偕同相關人員視察寶華大橋受損狀況，發現原已受損的第四橋墩伸縮縫擴大到10公分，且已明顯有橋面凹陷狀況。
對此臺東縣政府工務處處長翁義芳表示，2008年初即委外工程顧問公司針對寶華大橋進行檢測，並編列預算新臺幣326萬元進行橋墩加固工程，未料工程尚未發包，就因為颱風侵襲而受損，因此工務處將會在颱風遠離後再度邀集專家學者進行橋墩檢測，再重新擬定補強加固方案，後續為防止地震引發落橋意外，臺東縣政府於橋墩增加防落橋支架。
2022年9月17日晚間臺東縣關山鎮發生芮氏規模6.4強震，造成寶華大橋第三號橋墩的橋面板抬昇並嚴重錯位，目測粗估右側位移20公分、左側位移30公分，部分欄杆斷裂掉落溪床，對此縣政府於隔日封閉寶華大橋，並表示寶華大橋因已建成近40年，為縣府列入重點重建的橋梁之一，預估重建經費需4億元，目前先封閉橋梁，並規劃便道以利於兩岸居民通行，將尋找專業結構技師座橋梁安全檢測。
9月19日行政院長蘇貞昌前往臺東地區視察地震災損狀況，並前往寶華大橋勘災，臺東縣政府建設處處長許瑞貴於簡報中表示，寶華大橋原先就因老舊，加上橋下卑南溪河床抬高，通洪斷面已嚴重不足，每逢大雨即遭受沖刷，導致橋體結構強度及承載能力逐年降低等狀況，於2022年向水利署提報4億元補助重建，而重建計畫還在水利署審議中，就發生此次地震讓橋梁嚴重受損，因此此次希望能加速行政流程，將寶華大橋拆除重建，除此之外，由於臺東縣政府將重點打造縣道197號為觀光道路，因此希望重建寶華大橋將長度由原先682公尺，增加至1,012公尺，橋面增加至9公尺寬，並設置橋面美化景觀設施，總經費預估將增加至6億元。
偕同勘查的行政院公共工程委員會副主任委員顏久榮表示，工程會將全力支持重建工程，並表示既然要做，就一次到位，希望臺東縣政府盡快將拆除改建計畫提報致工程會審議。